# Vasilina Khandoshka
Vasilina Khandoshka (en biélorusse : Васіліна Хандошка), née le 16 août 2001, est une nageuse synchronisée biélorusse.

## Palmarès

### Championnats d'Europe
- Championnats d'Europe de natation 2020 à Budapest :
  -  Médaille de bronze en solo technique.